# Hermann Bongard
Hermann Bongard, född 19 november 1921, död 20 januari 1998, var en norsk tecknare, grafiker och industriformgivare.
Hermann Bongard var verksam vid Hadeland Glassverk 1947–1955 och formgav där bland annat servisen Herman 1951. Han arbetade 1957–1963 vid Figgjo Fajanse. Hermann Bongard har utfört offentliga utsmyckningar i keramik och kakel, arbetat med grafisk form bland annat vid J.W. Cappelens Forlag på 1960-talet och undervisat i grafisk formgivning. Han erhöll 1957 Lunningpriset.